# Vanua
Le vanua est un concept social culturel et spirituel iTaukei (culture traditionnelle fidjienne). C'est un concept protéiforme qui désigne un territoire sur lequel vit une communauté humaine présentant des caractéristiques socio-culturelles communes.
Le vanua permet d'apporter un sentiment de sécurité physique et spirituel aux habitants.

## Concept
Le vanua est un concept central de la culture iTaukei (culture traditionnelle fidjienne). Il s'agit d'une notion socio-culturelle et spirituelle protéiforme recouvrant plusieurs aspects de l'organisation des populations iTaukei.
La notion à la base du vanua est d'ordre géographique : il s'agit de désigner un espace précis et identifié sur lequel vit une communauté humaine. Cet espace dispose de caractéristiques spirituelles et met en relation les individus. La notion d'espace doit être comprise au sens large puisqu'elle englobe autant des éléments physiques comme une zone terrestre ou maritime que des éléments spirituels ou sociaux comme un espace de vie pour la communauté. En ce qui concerne les éléments physiques, l'ensemble des choses présentes (que ce soit des pierres, des plantes, des animaux ou le sol) sur le vanua lui appartiennent et en sont constitutives.
Toutefois, le vanua ne se limite pas à cet aspect géographique. Il intègre en effet une dimension sociale entre les occupants. Ainsi, les relations humaines sont également des éléments fondamentaux du vanua.